# Aceratoneuromyia
Aceratoneuromyia (лат.) — род мелких хальциноидных наездников из подсемейства Tetrastichinae (Eulophidae).

## Описание
Мелкие наездники-эвлофиды, длина 1-2 мм. Усики с длинными апикальными сетами терминального членика (они почти вдвое длиннее его). Членики жгутика квадратные или поперечные. 
Передние крылья без постмаргинальной жилки. Щит среднеспинки как правило имеет срединную продольную линию. Жвалы 3-зубчатые. Усики 12-члениковые (булава из 3 члеников, жгутик из 3 сегментов, аннелюс из 2-4 сегментов). Нижнечелюстные и нижнегубные щупики состоят из 1 членика. Паразитируют на насекомых (Diptera). Вид Aceratoneuromyia indica используется в биоконтроле мух Tephritidae.
- Aceratoneuromyia atherigonae Ferrière, 1960
- Aceratoneuromyia claridgei Graham, 1991
- Aceratoneuromyia evanescens (Ratzeburg, 1848)
- Aceratoneuromyia fimbriata Graham, 1991
- Aceratoneuromyia granularis Domenichini, 1967
- Aceratoneuromyia indica (Silvestri, 1910)
  - = Aceratoneuromyia australia  Girault, 1917
  - = Aceratoneuromyia indica  (Silvestri, 1910)
  - = Melittobia indicum (Silvestri, 1910)
  - = Melittobia (Syntomosphyrum) indicum  (Silvestri, 1910)
  - = Syntomosphyrum indicum  Silvestri, 1910
- Aceratoneuromyia kamijoi Ikeda, 1999
- Aceratoneuromyia lakica Kostjukov & Gunasheva, 2004
- Aceratoneuromyia polita Graham, 1991
- Aceratoneuromyia wayanadensis Narendran & Santhosh, 2005